# Pi-Ramesses
Pi-Ramesses (Pi-Ramesses Aa-nakhtu, kar pomeni, 'Hiša Ramzesa, velik v zmagi') je bil novo glavno mesto, ki ga je zgradil faraon Ramzes II., faraon devetnajste dinastije Egipta (Ramzes Veliki je vladal 1279–1213 pred našim štetjem) pri Qantirju, v neposredni bližini starega mesta Avaris (glavno mesto Egipta pod Hiksi). Mesto je pod Setijem I. (c. 1290–1279 pred našim štetjem) najprej služilo kot poletna palača in bi jo lahko prvotno zgradil Ramzes I. (okoli 1292–1290 pr. n. št.), medtem ko je služil pod Horemhebom.

## Odkritje
Leta 1884 je Flinders Petrie prispel v Egipt in začel z izkopavanji. Njegova prva lokacija je bil Tanis, kamor je prispel s 170 delavci. Kasneje je ruševine v Tanisu leta 1930 raziskoval Pierre Montet.
Mase lomljenega Ramessidskega obdelanega kamna v Tanisu so pripeljale arheologe na idejo, da so ga prepoznali kot Pi-Ramesses. Na koncu so priznali, da nobeden od teh spomenikov in napisov ne izvira iz mesta Tanis.
V 1960. je Manfred Bietak priznal, da je bil Pi-Ramesses znan, da je bil takrat vzhodnem kraku Nila. Skrbno je kartiral vse veje starodavne Delte in ugotovil, da je bil krak Pelusiac najvzhodnejši med vladanjem Ramzesa, hkrati pa da Tanitic (tj. veja, na kateri je bil Tanis) sploh ni obstajala. Izkopavanja so se zato začela na mestu najvišje lege Ramessidske lončenine, Tell el-Dab'a pri Qantirju.
Čeprav ni bilo nobene sledi bivanja vidnih na površini, so odkritja Tell el-Dab'a najprej identificirala kot glavno mesto Hiksov, Avaris. Qantir je bil priznan kot Ramzesovo glavno mesto Pi-Ramesses.
Qantir / Pi-Ramesses leži približno 30 kilometrov južno od Tanisa; Tell el-Dab'a, mesto Avaris, je približno 2 km južno od Qantirja.

## Zgodovina
Ramzes II. se je rodil in odraščal v tem območju in družinske povezave so lahko igrale vlogo pri njegovi odločitvi, da premakne svoje glavno mesto tako daleč na sever; vendar so bili geopolitični razlogi lahko bolj pomembni, saj je bil Pi-Ramesses veliko bližje egiptovskim vazalnim državam v Aziji in na meji s sovražnim Hetitskim kraljestvom. Inteligenca in diplomati bi veliko hitreje dosegli faraona, glavne skupine vojske so tudi taborile v mestu in bi lahko hitro ukrepali, če bi vpadli Hetiti ali Šasu nomadi preko Jordana.
Pi-Ramesses je bil zgrajen na bregovih Nilovega kraka Pelusiac. S populacijo več kot 300.000 prebivalcev je bil eno izmed največjih mest v starem Egiptu. Pi-Ramesses je cvetel še več kot stoletje po Ramzesovi smrti, o njegovem sijaju so bile napisane celo pesmi. Po najnovejših ocenah se je mesto raztezalo čez približno 18 km² ali v dolžino približno 6 km in širino 3 km. Njegova lega je bila prikazana s pomočjo georadarja s sondiranjem tal. Sestavljen je bil iz velikega osrednjega templja, velikih območij dvorcev, ki so mejili na reko na zahodu, določeni v togi mreži vzorca ulic in neobvladljive količine hiš in delavnic na vzhodu. Za Ramzesovo palačo verjamejo, da leži pod moderno vasjo Qantir. Avstrijska ekipa arheologov pod vodstvom Manfreda Bietaka, ki je odkrila mesto, je našla dokaze o številnih kanalih in jezerih in je mesto opisala kot egipčanske Benetke. Presenetljivo odkritje v izkopanih hlevih so bile majhne cisterne, ki so bile v bližini vsake točke privezovanja za ocenjenih 460 konj. Ugotovljena je bila uporaba mul, ki so bile v Ramzesovih časih enake velikosti kot konji. Dvojni privezi za konje bi seveda uporabili cisterno za greznico in bi tako puščali tla čista in suha. 
Prvotna misel je bila, da je zaton egiptovske oblasti v času dvajsete dinastije mesto naredilo manj pomembno, zaradi česar naj bi ga opustili kot kraljevo prebivališče. Zdaj je znano, da je Nilov krak Pelusiac začel z zamuljevanjem okoli 1060 pr. n. št. in pustil mesto brez vode, ko je reka sčasoma vzpostavila nov tok na zahodu, ki se zdaj imenuje krak Tantic. Enaindvajseta dinastija je preselila mesto na nov krak in na njegovih bregovih ustanovila Djanet (Tanis), 100 km na severozahod od Pi-Ramessesa kot novo glavno mesto Spodnjega Egipta. Faraoni enaindvajsete dinastije so prenesli vse stare Ramzesove templje, obeliske, stele, kipe in sfinge iz Pi-Ramessesa na novo lokacijo. Obeliski in kipi, največji, ki so tehtali več kot 200 ton, so bili prepeljani v enem kosu, medtem ko so bile glavne stavbe razstavljene na dele in ponovno sestavljene v Tanisu. Kamen manj pomembnih stavb je bil ponovno uporabljen ali recikliran za ustvarjanje novih templjev in zgradb.

## Ramzes v Svetem pismu
Svetopisemska 2. Mojzesova knjiga omenja "Ramzesa" kot eno izmed mest, v katerih gradnjo so bili Izraelci prisiljeni (2 Mz 1,11) in od koder so ti odšli na svoje potovanje (2 Mz 12,37). Razumljivo je, da je bil ta Ramesses opredeljen v zgodnji generaciji svetopisemskih arheologov s Pi-Ramesses Ramzesa II. Ko je 21. dinastija preselila glavno mesto v Tanis, je bil Pi-Ramesses večinoma zapuščen in stara prestolnica postala kamnolom za ponovno gradnjo spomenikov. Vendar ni bil pozabljen: njegovo ime se pojavi na seznamu mest 21. dinastije in ga je oživel Šešonk I. (svetopisemski Šišak, 1 Kr 14,25) iz 22. dinastije (10. stoletje pr. n. št.), ki so poskušali posnemati dosežke Ramzesa. Obstoj mesta kot glavnega mesta Egipta pozno v 10. stoletju naredi problematično sklicevanje na Ramzesa v zgodbi o Exodusu kot spomin dobo Ramzesa II; in zares so skrajšano obliko besedila "Ramesses", v mestu originalnega Pi-Ramessesa, prvič našli v 1. tisočletju.
Sveto pismo opisuje Ramesses kot trgovsko mesto. Natančen pomen hebrejskega stavka ni jasen, nekateri pa so predlagali, da se nanaša na skladišča na ali v bližini meje. To bi bil primeren opis za Pithom (Tel al-Maskhuta) v 6. stoletju pred našim štetjem, vendar ne za kraljevo glavno mesto v času Ramzesa, ko je bila najbližja meja daleč na severu Sirije. Šele po originalni kraljevi funkciji Pi-Ramessesa so doživele pozabljene ruševine ponovno razlago kot trdnjava na meji Egipta.

## Filmi
- Versunkene Metropolen: Operation Piramesse. Dokumentation, 45 Min., Produktion: ZDF, Erstsendung: 24. Juni 2007, ZDF-Dossier mit 2 Videos und Bilderserie
- Lost Cities of the Ancients: The Vanished City of the Pharao. Dokumentation, 58 Min., Produktion: BBC/National Geographic, 2006